# Saltos ornamentais nos Jogos Pan-Americanos de 2019 - Trampolim de 3 m individual feminino
A competição do trampolim de 3 m individual feminino é um dos eventos dos saltos ornamentais nos Jogos Pan-Americanos de 2019, em Lima. Foi disputada no Centro Aquático Nacional entre os dias 4 e 5 de agosto de 2019. 

## Calendário
Horário local (UTC-5).
| Data        | Horário | Fase         |
| ----------- | ------- | ------------ |
| 4 de agosto | 10:00   | Preliminares |
| 5 de agosto | 19:00   | Finais       |

## Medalhistas
| Ouro   | CAN Jennifer Abel     |
| Prata  | MEX Dolores Hernández |
| Bronze | USA Brooke Schultz    |

## Resultados
| Posição           | Saltador                | Nacionalidade      | Preliminares | Preliminares | Final  | Final   |
| Posição           | Saltador                | Nacionalidade      | Pontos       | Posição      | Pontos | Posição |
| ----------------- | ----------------------- | ------------------ | ------------ | ------------ | ------ | ------- |
| Medalha de ouro   | Jennifer Abel           | CAN Canadá         | 352.35       | 1            | 374.25 | 1       |
| Medalha de prata  | Dolores Hernández       | MEX México         | 280.35       | 7            | 339.60 | 2       |
| Medalha de bronze | Brooke Schultz          | USA Estados Unidos | 313.75       | 3            | 334.85 | 3       |
| 4                 | Pamela Ware             | CAN Canadá         | 318.60       | 2            | 330.60 | 4       |
| 5                 | Sarah Bacon             | USA Estados Unidos | 305.10       | 4            | 317.30 | 5       |
| 6                 | Luana Wanderley         | BRA Brasil         | 289.65       | 5            | 296.45 | 6       |
| 7                 | Diana Pineda            | COL Colômbia       | 279.40       | 8            | 274.35 | 7       |
| 8                 | Viviana Uribe           | COL Colômbia       | 251.35       | 9            | 269.55 | 8       |
| 9                 | Paola Espinosa          | MEX México         | 286.20       | 6            | 264.30 | 9       |
| 10                | Alison Maillard         | CHI Chile          | 244.70       | 11           | 253.45 | 10      |
| 11                | Juliana Veloso          | BRA Brasil         | 234.80       | 12           | 246.85 | 11      |
| 12                | Anisley García          | CUB Cuba           | 244.90       | 10           | 192.90 | 12      |
| 13                | Prisis Ruiz             | CUB Cuba           | 209.15       | 13           |        |         |
| 14                | Wendy Espina            | CHI Chile          | 203.40       | 14           |        |         |
| 15                | Mayte Salinas           | PER Peru           | 196.20       | 15           |        |         |
| 16                | Elizabeth Pérez Noguera | VEN Venezuela      | 169.05       | 16           |        |         |